# Inocenc (jméno)
Inocenc nebo též Inocent je mužské křestní jméno, které pochází z latinského slova "innocens" (česky nevinný). Podle českého kalendáře má svátek 28. července.
Ženský (již neexistující, ale prokázaný) tvar jména je Inocencie.

## Statistické údaje
Následující tabulka uvádí četnost jména v ČR a pořadí mezi mužskými jmény ve srovnání dvou roků, pro které jsou dostupné údaje MV ČR – lze z ní tedy vysledovat trend v užívání tohoto jména:
| Rok       | Četnost   | Pořadí |
| 2010      | 56        |        |
| 2012      | 45        |        |
| Porovnání | o 22 méně |        |
| 2014      | 38        |        |
| 2016      | 34        | 1785.  |

## Známí nositelé jména
- Inocenc I. – 40. papež (401–417)
- Inocenc II. – 164. papež (1130–1143)
- Inocenc III. – 176. papež (1198–1216)
- Innocenc Aljašský (1797–1879) – pravoslavný metropolita a světec
- Inocenc Arnošt Bláha – český filozof a pedagog
- Inocenc Ladislav Červinka – český archeolog a sběratel
- Inocenc Krutil – český spisovatel
- Inocenc Pachmann – františkán